# Гиппопусы
Гиппопусы (лат. Hippopus) — род морских двустворчатых моллюсков из семейства сердцевидок. В ископаемом состоянии известны со второй половины миоцена (12 млн лет назад) Индонезии.

## Виды
В роде Hippopus 2 вида:
- Hippopus hippopus (Linnaeus, 1758)
- Hippopus porcellanus Rosewater, 1982

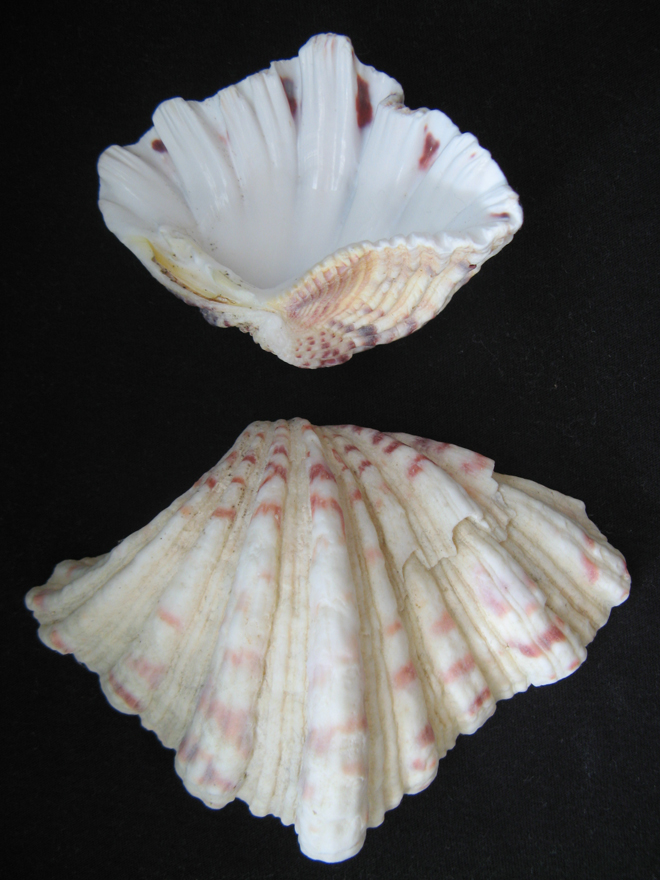
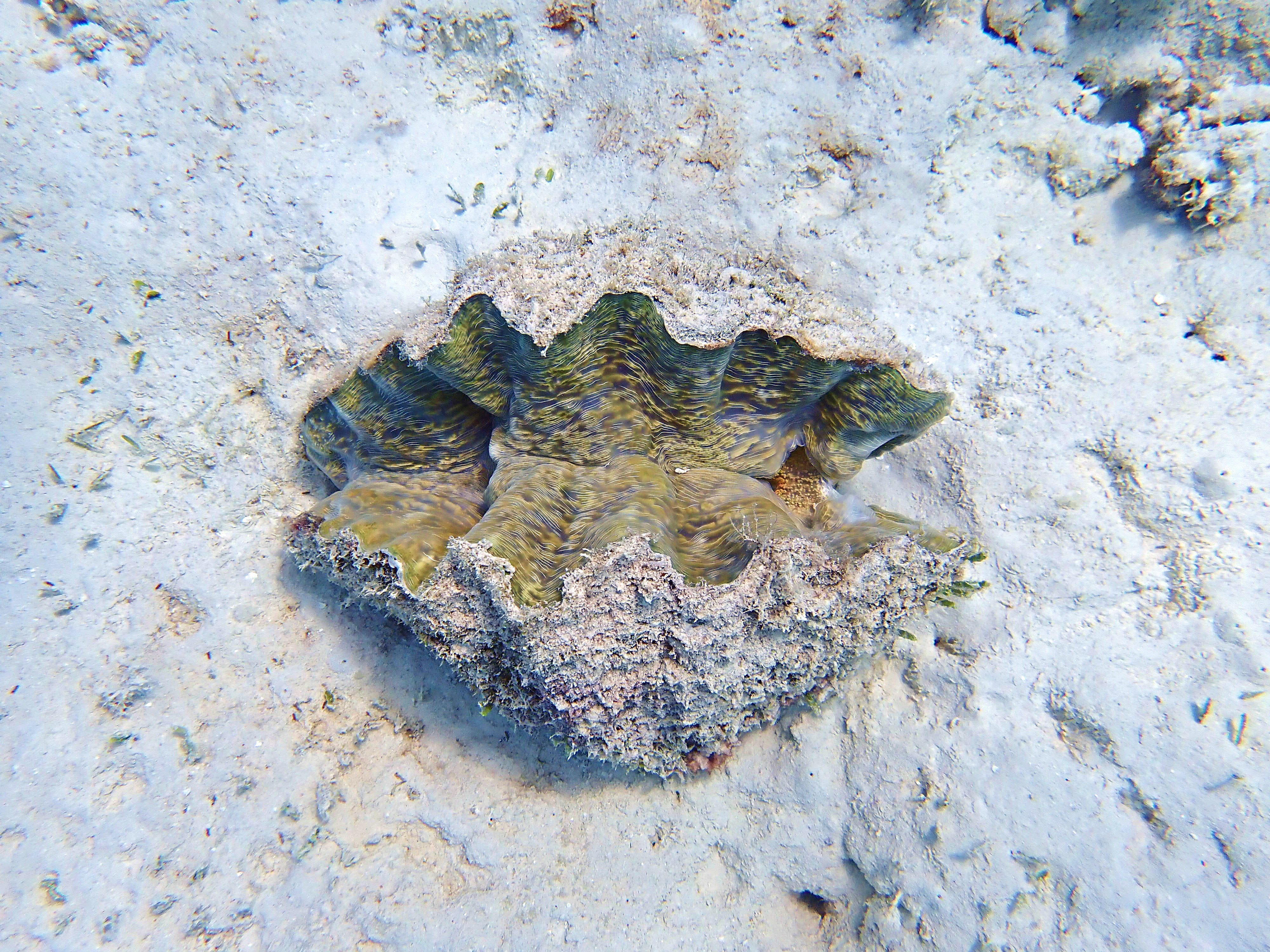